# Trest smrti v Burkině Faso
Trest smrti v Burkině Faso byl zrušen v roce 2018 poté, co koncem května téhož roku Národní shromáždění Burkiny Faso odhlasovalo nový trestní zákoník, ve kterém už trest smrti nefiguruje, čímž oficiálně zanikla možnost jeho použití. Poslední poprava byla v zemi vykonána v roce 1989.

## Historie
Zpráva z roku 1965 zabývající se celosvětovým používáním trestu smrti uvádí, že Burkina Faso, tehdy známá jako Horní Volta, používala jako jediný legální způsob popravy stětí. V letech 1958 až 1962 se v zemi nekonala žádná poprava. Popravy byly neveřejné a rozsudek smrti mohl být vynesen pouze nad obžalovaným starším 18 let. Později byla poprava stětím nahrazena popravčí četou. Tímto způsobem byly vykonány poslední čtyři popravy, ke kterým na území Burkiny Faso došlo.
V roce 1965 mohl být trest smrti použit v případě žhářství, špionáže, vraždy, velezrady, zločinů proti celistvosti či nezávislosti země, vraždy novorozence, povstání či rebelie, rabování během války nebo národní nouze, otcovraždy, křivého svědectví vedoucí k odsouzení a popravě nevinného, travičství či sabotáže. Podle průzkumu z roku 1997 bylo 54 % respondentů proti trestu smrti. Do roku 2010 byl počet hrdelních trestních činů snížen. Nejvyšší trest mohl být uložen za vraždu, velezradu a vraždu příbuzného z otcovy strany. Přesto bylo běžnější, že soudy vynášely za tyto zločiny tresty odnětí svobody, nežli tresty smrti.
Dne 19. září 1989 proběhly v Burkině Faso poslední čtyři popravy, kdy byli zastřeleni čtyři vůdci povstání obvinění z pokusu o státní převrat s cílem sesadit prezidenta Blaise Compaorého. Mezi popravenými byl ministr obrany Jean-Baptiste Boukary Lingani a ministr pro hospodářství Henri Zongo, další dva muži nebyli vysokými úředníky a jejich jména nejsou známá. Lingani a Zongo byli dva nejvyšší vládní úředníci v Compaorého vládě. K neúspěšnému pokusu o převrat došlo noc před jejich popravou a všichni čtyři muži byli následně popraveni bez soudu. Byli zastřeleni popravčí četou v hlavním městě Burkiny Faso v Ouagadougou. Po popravách byl zatčen státní tajemník pro hornictví a mladší ministr Jean Yado Toe spolu s bývalým členem Národní revoluční rady Soumaly Keitou. Tato Národní revoluční rada vládla za Thomase Sankary. Toe a Keita byli zatčeni kvůli podezření z podílu na přípravě převratu, ale nebyli popraveni.
V roce 1996 přijala Burkina Faso nový trestní zákoník zahrnující trest smrti, avšak ten nebyl v praxi nikdy využit. V roce 2015 došlo v zemi k přelomovému procesu týkajícího se dalšího neúspěšného pokusu o převrat, ve kterém více než osmdesáti lidem hrozil trest smrti, pokud by byli odsouzeni vojenským soudem.

## Zrušení trestu smrti
V roce 1999 se Burkina Faso stala signatářem Mezinárodního paktu o občanských a politických právech, ale neratifikovala Druhý opční protokol o zrušení trestu smrti.
Během desetiletí předcházejících zrušení trestu smrti byla vláda Burkiny Faso pod tlakem lidskoprávních organizací, včetně Amnesty International, a také aktivistů z řad katolické církve, aby byl trest smrti zakázán. Burkina Faso v letech 2007, 2008, 2010, 2012, 2014, 2016, 2018 a 2020 hlasovala ve prospěch rezolucí Valného shromáždění OSN na moratorium na trest smrti. Účastnila se také Všeobecného pravidelného přezkumu Rady pro lidská práva OSN a podpořila doporučení OSN k úplnému zrušení trestu smrti. V roce 2014 Výbor proti mučení doporučil, aby Burkina Faso přistoupila k Druhému opčnímu protokolu Mezinárodního paktu o občanských a politických právech. V roce 2016 stejné doporučení vydal i Výbor Spojených národů pro lidská práva.
Dne 31. května 2018 přijalo Národní shromáždění Burkiny Faso nový trestní zákoník, který již neumožňuje trest smrti za žádné běžné zločiny, a tak došlo k faktickému zrušení trestu smrti. Přes zrušení trestu a doporučení výborů OSN Burkina Faso Druhý opční protokol neratifikovala.